# Fortune Global 500 (2018)
Navigation
Fortune Global 500 (2017) Fortune Global 500 (2019)
Le Fortune Global 500 (2018) est le classement établi par le magazine économique américain Fortune des 500 plus grandes entreprises mondiales classées par leur chiffre d'affaires de 2017.

## Classement des entreprises...

### … par CA
Le tableau ci-dessous présente les 20 plus grandes entreprises mondiales classées par chiffre d'affaires en 2017, selon le classement Fortune Global 500 publié en 2018 par le magazine Fortune. Les chiffres d'affaires sont exprimés en millions de dollars américains.
| Rang | Nom                                  | Siège social  | Pays            | Chiffre d'affaires (millions $) | Bénéfice (millions $) | Employés  | Branche                | Directeur général (CEO) | Évolution 2017 |
| ---- | ------------------------------------ | ------------- | --------------- | ------------------------------- | --------------------- | --------- | ---------------------- | ----------------------- | -------------- |
| 1.   | Walmart                              | Bentonville   | États-Unis      | 514 405                         | 6 670                 | 2 200 000 | Commerce de détail     | Douglas McMillon        | =              |
| 2.   | Sinopec                              | Pékin         | Chine           | 414 649,90                      | 1 537                 | 667 793   | Pétrole et Gaz         | Wang Yupu               | +1             |
| 3.   | Royal Dutch Shell                    | La Haye       | Pays-Bas        | 396 556                         | 23 352                | 81 000    | Pétrole et Gaz         | Ben van Beurden         | +2             |
| 4.   | China National Petroleum Corporation | Pékin         | Chine           | 392 976,60                      | 270,50                | 1 382 401 | Pétrole & Gaz          | Zhang Jianhua           | =              |
| 5.   | State Grid                           | Pékin         | Chine           | 387 056                         | 8 174                 | 917 717   | Énergie                | Kou Wei                 | =              |
| 6.   | Saudi Aramco                         | Dhahran       | Arabie saoudite | 355 905                         | 110 974,50            | 76 418    | Énergie                | Amin H. Nasser          | entrée en 2018 |
| 7.   | BP                                   | Londres       | Royaume-Uni     | 303 738                         | 9 383                 | 73 000    | Pétrole et Gaz         | Robert W. Dudley        | +1             |
| 8.   | ExxonMobil                           | Irving        | États-Unis      | 290 212                         | 20 840                | 71 000    | Pétrole et Gaz         | Darren Woods            | +1             |
| 9.   | Volkswagen                           | Wolfsburg     | Allemagne       | 278 341,50                      | 14 322,50             | 664 496   | Automobile             | Matthias Müller         | -2             |
| 10.  | Toyota Motor Corporation             | Toyota        | Japon           | 272 612                         | 16 982                | 370 870   | Automobile             | Akio Toyoda             | -4             |
| 11.  | Apple                                | Cupertino     | États-Unis      | 265 595                         | 59 531                | 132 000   | Technologie            | Tim Cook                | =              |
| 12.  | Berkshire Hathaway                   | Omaha         | États-Unis      | 247 837                         | 4 021                 | 389 000   | Finance                | Warren Buffet           | -2             |
| 13.  | Amazon                               | Seattle       | États-Unis      | 232 887                         | 10 073                | 647 500   | Commerce électronique  | Jeff Bezos              | +5             |
| 14.  | UnitedHealth Group                   | Minnetonka    | États-Unis      | 226 247                         | 11 986                | 300 000   | Assurance et Bien-être | Stephen Hemsley         | +1             |
| 15.  | Samsung Electronics                  | Suwon         | Corée du Sud    | 221 579,40                      | 39 895,20             | 309 630   | Technologie            | Kwon Oh-hyun            | -3             |
| 16.  | Glencore                             | Baar          | Suisse          | 219 754                         | 3 408                 | 85 504    | Mines                  | Ivan Glasenberg         | -2             |
| 17.  | McKesson                             | San Francisco | États-Unis      | 214 319                         | 34                    | 70 000    | Bien-être              | John Hammergren         | -4             |
| 18.  | Daimler AG                           | Stuttgart     | Allemagne       | 197 515,30                      | 8 555                 | 298 683   | Automobile             | Ola Källenius           | -2             |
| 19.  | CVS Health                           | Woonsocket    | États-Unis      | 144 579                         | −594                  | 295 000   | Assurance & Pharmacie  | Larry Merlo             | -2             |
| 20.  | Total                                | Courbevoie    | France          | 184 106                         | 11 446                | 104 460   | Pétrole et Gaz         | Patrick Pouyanné        | -2             |

Source : Fortune

### ... par bénéfice
| Rang | Nom                                         | Bénéfice (millions $) |
| ---- | ------------------------------------------- | --------------------- |
| 1.   | Saudi Aramco                                | 110 974,50            |
| 2.   | Apple                                       | 59 531                |
| 3.   | Banque industrielle et commerciale de Chine | 45 002,30             |
| 4.   | Samsung Electronics                         | 39 895,20             |
| 5.   | China Construction Bank                     | 38 498,40             |
| 6.   | JPMorgan Chase & Co.                        | 32 474                |
| 7.   | Alphabet                                    | 30 736                |
| 8.   | Agricultural Bank of China                  | 30 656,50             |
| 9.   | Bank of America Corporation                 | 28 147                |
| 10.  | Bank of China                               | 27 225,20             |